# オリビエ・テブナン
オリビエ・テブナン（Olivier Thévenin 1968年2月25日 - ）は、フランスのレーシングドライバー。オルレアン出身。テベニンまたは、テヘヴェニンと表記なされる場合もある。

## 経歴
テブナンは1987年にフランスのフォーミュラ・ルノーターボで国際モーターレースのキャリアをスタートさせ、そこで彼は1回の勝利を収めた。後年、フランスF3 、モナコグランプリF3レース、全日本F3選手権、マカオグランプリ、フランス・スーパーツーリング選手権、ル・マン24時間レース、 FIA GT選手権やフランスGT選手権などで活躍した。